# Thoirette
Thoirette ist eine Ortschaft und eine Commune déléguée in der französischen Gemeinde Thoirette-Coisia mit 680 Einwohnern (Stand: 1. Januar 2019) im Département Jura in der Region Bourgogne-Franche-Comté. 
Die Gemeinde Thoirette wurde am 1. Januar 2017 mit Coisia zur neuen Gemeinde Thoirette-Coisia zusammengeschlossen. Sie gehörte zum Arrondissement Lons-le-Saunier und zum Kanton Moirans-en-Montagne.
Berühmtester Sohn des Ortes war der Anatom, Physiologe und Chirurg Xavier Bichat.

## Geografie
Thoirette liegt am rechten Ufer des Flusses Ain. Die Valouse fließt im Südwesten der Gemeindegemarkung in den Lac de Conflans. 
Die Nachbargemeinden waren Vosbles-Valfin und Cornod im Norden, Coisia im Nordosten, Matafelon-Granges (Département Ain) im Südosten, Corveissiat (Département Ain) im Südwesten und Aromas im Nordwesten.

## Bevölkerungsentwicklung

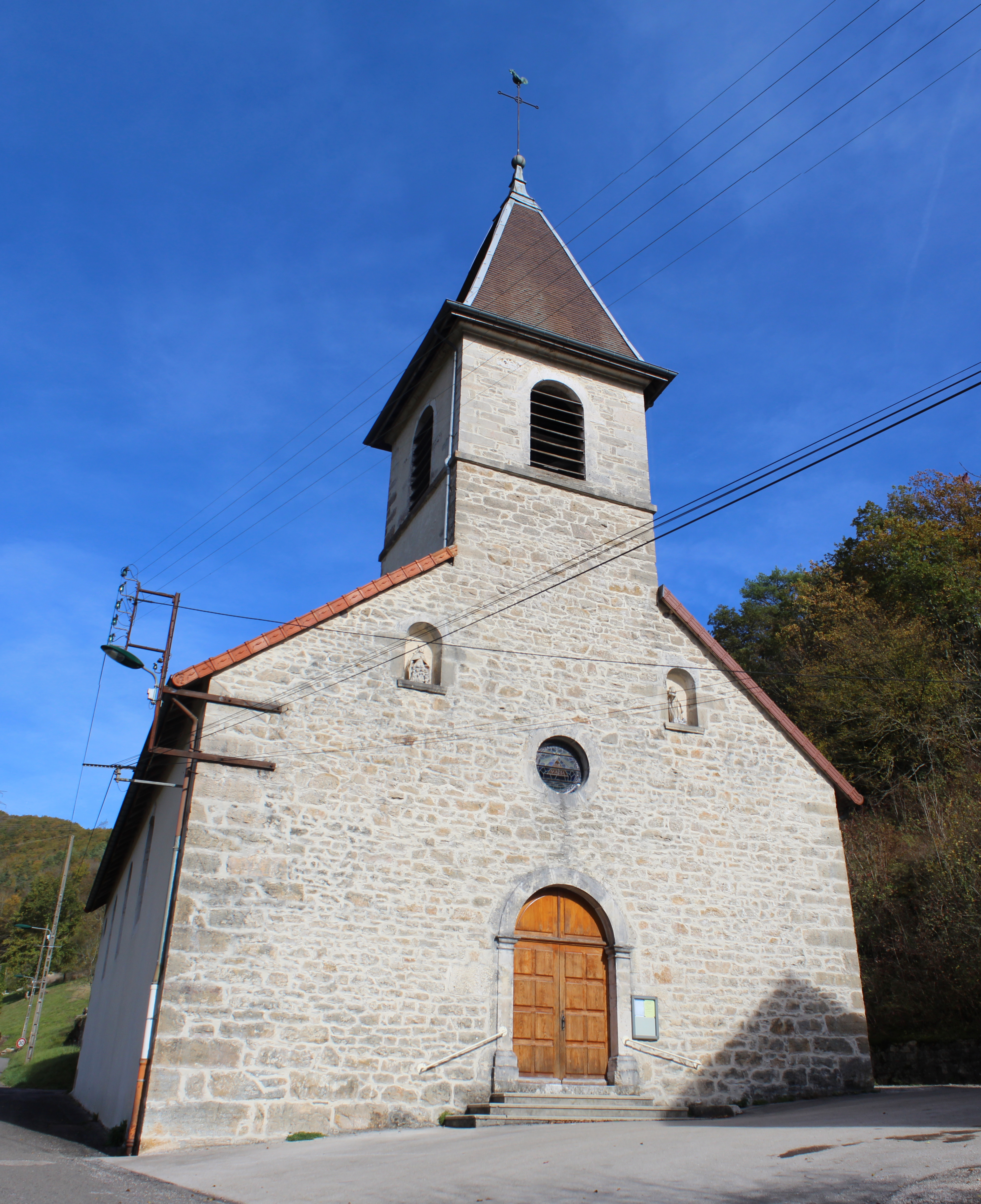
Kirche Mariä Himmelfahrt

| 1962 | 1968 | 1975 | 1982 | 1990 | 1999 | 2008 | 2017 |
| ---- | ---- | ---- | ---- | ---- | ---- | ---- | ---- |
| 205  | 223  | 234  | 291  | 427  | 543  | 646  | 667  |